# 1993 في كوريا الجنوبية
فيما يلي قوائم الأحداث التي وقعت خلال عام 1993 في كوريا الجنوبية.

## سياسة

### تعيين في المنصب
- 25 فبراير – كم يونغ سام رئيس كوريا الجنوبية.

### انتهاء فترة المنصب
- 24 فبراير – روو تاي وو رئيس كوريا الجنوبية.

## برامج ومسلسلات وأنمي
- إنكيغايو

## مواليد

### يناير
- 10 يناير – لي شانغ دونج لاعب كرة قدم كوري جنوبي.
- 12 يناير – دي أو
- 19 يناير – لايم مغنية كورية جنوبية.

### مارس
- 9 مارس – شوقا
- 23 مارس – إي هيون وو ممثل كوري جنوبي.
- 30 مارس – جي سو
- 30 مارس – سونغ من هو مغني كوري جنوبي.

### أبريل
- 22 أبريل – ريو هوايونغ مغنية وممثلة كورية جنوبية.

### مايو
- 3 مايو – كيم هيون لاعب كرة قدم كوري جنوبي.
- 6 مايو – كيم دا سوم ممثلة ومغنية كورية جنوبية.
- 16 مايو – آي يو
- 19 مايو – لي مين كي لاعب كرة قدم كوري جنوبي.

### يونيو
- 7 يونيو – باك جي يون
- 16 يونيو – باك بو غوم ممثل كوري جنوبي.

### يوليو
- 3 يوليو – روي كم مغني كوري جنوبي.
- 12 يوليو – مون تشانغ جين لاعب كرة قدم كوري جنوبي.
- 18 يوليو – إي تاي من

### أغسطس
- 12 أغسطس – لونا
- 13 أغسطس – ين بو مي
- 17 أغسطس – يو سونغ هو ممثل كوري جنوبي.
- 18 أغسطس – جونغ أون جي
- 30 أغسطس – لي شانج كين لاعب كرة قدم كوري جنوبي.

### سبتمبر
- 3 سبتمبر – جونيل مغنية كورية جنوبية.
- 3 سبتمبر – لي سونغ جونغ مغني كوري جنوبي.
- 29 سبتمبر – إي هونغ بن ممثل كوري جنوبي.

### أكتوبر
- 3 أكتوبر – كيم جونغ مين لاعب كرة قدم كوري جنوبي.
- 7 أكتوبر – كانغ سانغ وو لاعب كرة قدم كوري جنوبي.
- 12 أكتوبر – سو كانغ جون

### ديسمبر
- 13 ديسمبر – كو هيون جيون لاعب كرة قدم كوري جنوبي.
- 17 ديسمبر – سيونج وو ريو لاعب كرة قدم كوري جنوبي.